# Lorraine Shaw
Lorraine Shaw (née le 2 avril 1968 à Gloucester) est une athlète britannique spécialiste du lancer du marteau. Championne du Commonwealth en 2002, elle lance 68,93 m l'année suivante, son record personnel et l'ancien record du Royaume-Uni, battu par Sophie Hitchon le 1er mai 2011.

## Biographie

### Palmarès
| Date | Compétition                          | Lieu         | Résultat | Performance |
| ---- | ------------------------------------ | ------------ | -------- | ----------- |
| 1994 | Jeux du Commonwealth                 | Victoria     | 10e      | 50,50 m     |
| 1998 | Jeux du Commonwealth                 | Kuala Lumpur | 2e       | 62,66 m     |
| 1998 | Championnats d'Europe                | Budapest     | 11e      | 58,19 m     |
| 1999 | Championnats du monde                | Séville      | 14e      | 62,09 m     |
| 2000 | Jeux olympiques d'été                | Sydney       | 9e       | 64,27 m     |
| 2001 | Coupe d'Europe des nations           | Brême        | 3e       | 67,98 m     |
| 2001 | Championnats du monde                | Edmonton     | 6e       | 67,78 m     |
| 2002 | Coupe d'Europe hivernale des lancers | Pula         | 3e       | 64,81 m     |
| 2002 | Jeux du Commonwealth                 | Manchester   | 1re      | 66,83 m     |
| 2003 | Championnats du monde                | Paris        | 10e      | 65,95 m     |
| 2006 | Jeux du Commonwealth                 | Melbourne    | 3e       | 66,00 m     |

### Records
| Épreuve           | Performance | Lieu         | Date        |
| ----------------- | ----------- | ------------ | ----------- |
| Lancer du marteau | 68,93 m     | Loughborough | 8 juin 2003 |